# Сенат Румынии
Сенат Румынии (рум. Senatul României) — верхняя палата парламента Румынии.

## История
Возник после объединения Валахии и Молдавии, в 1920-е гг. выборы в него были демократизированны, в 1947 году был упразднён, но в 1990 году восстановлен.

## Состав и избрание
Состоит из 136 сенаторов (по состоянию на 9 декабря 2012 года), избираемых народом по пропорциональной системе по многомандатным округам (избирательными округами являются уезды и город Бухарест), сроком на четыре года.

## Организационная структура
- Председатель (Președinte)
- Несколько вице-председателей (Vicepreședinți)
- Постоянное бюро (Biroul permanent al Senatului), состоящее из председателя, вице-председателей, 4 секретарей (Secretari) и 4 квесторов (Chestori).

## Постоянные комиссии
- Комиссия по правовым вопросам, назначению, дисциплине и иммунитету (Comisia juridică, de numiri, disciplină, imunități și validări);
- Конституционная комиссия (Comisia pentru constituționalitate);
- Комиссия по бюджету, финансам, банковской деятельности и рынку капитала (Comisia pentru buget, finanțe, activitate bancară și piață de capital);
- Комиссия по внешней политике (Comisia pentru politică externă);
- Комиссия по обороне, общественному порядку и национальной безопасности (Comisia pentru apărare, ordine publică și siguranță națională);
- Комиссия по делам ЕС (Comisia pentru afaceri europene);
- Комиссия по экономике, промышленности и услугам (Comisia economică, industrii și servicii);
- Комиссия по сельскому хозяйству, пищевой промышленности и развития сельских районов (Comisia pentru agricultură, industrie alimentară si dezvoltare rurală);
- Комиссия по водам, лесам и рыболовству (Comisia pentru ape, păduri, pescuit și fond cinegetic);
- Комиссия по государственной администрации (Comisia pentru administrație publică);
- Комиссия по труду, семье и социальной защите (Comisia pentru muncă, familie și protecție socială);
- Комиссия по образованию, науке, молодёжи и спорту (Comisia pentru învățământ, știință, tineret și sport);
- Комиссия по здравоохранению (Comisia pentru sănătate publică);
- Комиссия по культуры и средствам массовой информации (Comisia pentru cultură și media);
- Комиссия по транспорту и инфраструктуре (Comisia pentru transporturi și infrastructură);
- Комиссия по энергетике, энергетической инфраструктуре и минеральным ресурсам (Comisia pentru energie, infrastructură energetică și resurse minerale);
- Комиссия по коммуникациям и информационным технологиям (Comisia pentru comunicații și tehnologia informației);
- Комиссия по общинам румын за пределами страны (Comisia pentru comunitățile de români din afara țării);
- Комиссия по средствам массовой информации (Comisia pentru mediu);
- Комиссия по расследованию злоупотреблений, борьбе с коррупцией и петицией (Comisia pentru cercetarea abuzurilor, combaterea corupției și petiții);
- Комиссия по регламенту (Comisia pentru regulament).